# Romilla
Romilla est une localité de la municipalité de Chauchina, située sur la partie occidentale de la comarque de Vega de Granada (province de Grenade), au sud-est de l’Espagne.

## Histoire
Au temps jadis, les habitants de Romilla surnommés les romains appelèrent leur cité la petite Rome à cause du personnage  "Pepe el Romano", prêté par  Federico García Lorca " dans La Maison de Bernarda Alba (La casa de Bernarda Alba)".
Près de l’agglomération se trouve une tour de guet de l’époque Nazari, appelée "Torre de Romilla" ou " Torre de Rome", se trouvant à 538 mètres d’altitude.

## Personnalités liées à la commune
- José Bullejos (1899-1975), homme politique.